# Кургани Шајкашке
Регион Шајкашке са општинама Жабаљ и Тител протеже се уз доњи ток Тисе, а налази се са Бачке (десне) стране реке. Овде се налази низ хумки (кургана, тумула) подигнутих од стране енеолитске културе, у наставку ланца хумки Потисја. Ове хумке прате обалу некадашњег, много ширег меандра Тисе, a међу њима су најбоље сачуване од њих у Бачкој, па и у Војводини. Ту се налази уједно и једина законом заштићена, и стога репрезентативна хумка – Јуришина.

## Опис
Подручје је мозаик добро сачуваних природних и полуприродних степских станишта насталих мелиорацијом (каналисањем) унутрашњих вода Тисе. Природни пејзаж састоји се од сувих и влажних слатина и забарених остатака плитких алувијума некадашњег корита и форланда – плавног подручја. Овде је текла пра-Тиса, чији је остатак и данас присутан у виду широке долине. На обалу тог бившег меандра реке су се у историјско време настањивали народи, како староседелачки, тако освајачки пошто је представљала стратешки добар положај за градњу земљаних одбрамбених структура и гробних хумки. Градња на овако повољна узвишења, по могућности са свих или бар са две-три стране окружена водом јасна је одлика древних народа – када би у случају напада јачег непријатеља повлачење и напуштање насеља водило у воду. Неке од хумки су настале постепеним нагомилавањем структуре насеља (телови) док су друге дело људских руку (кургани). Хумке су како биле сакралног карактера, тако и војно-стратешког, јер су у непрегледној равници служиле за осматрање и сигнализацију (хумке-стражаре).
|  |  |

Хумке Шајкашке и доње Тисе распршене се на ширем простору у правцима Жабља, Ђурђева, Чуруга, Вилова и Гардинаваца, а на северу делом прате ток Јегричке. Највећа концентрација им је била око Ђурђева и Шајкаша-Гардиновца (већина је до данас нестала), а значајан број хумки налази се и дан-данас у околини Ковиља, који се географски рачуна у оквире територије Шајкашке.

## Стање и перспективе
Све хумке, укључујући и Јуришину (такође се назива и Каменита), упркос издвојеног положаја, задњих година све више пропадају, иако су "преживеле" неколико миленијума. Налазе се на приватним парцелама, и уколико држава не буде у ситуацији да започне процес откупа и рестаурације ових вредних, наших можда најстаријих споменика људске културе, њихова судбина је запечаћена. Све јаче и веће пољске машине немилосрдно гуле површину кургана и прете да их заувек униште.
На неки начин, према мишљењу литванске научнице светског респекта Марије Гимбутас, курганске културе су предачке свим данашњим Европским народима, и практички су њихови гени присутни у свима нама (хаплоид групе R1b и R1a, или тзв. енгл. "Yamnaya DNA").
Табела приказује основне податке о хумкама које се могу идентификовати као тзв. историјске, значи све оне за које постоји податак, било стари било нови. Листа издалека није исцрпна.

## Листа најважнијих хумки у Шајкашкој
| Име хумке                  | Најближе насеље или топоним | Стање           | КОД    | Традиционални назив и белешке                                                        |
| -------------------------- | --------------------------- | --------------- | ------ | ------------------------------------------------------------------------------------ |
| Јуришина хумка             | Жабаљ, Стари Жабаљ          | Релативно добро | BAC810 | Јуришина коса, Каменита хумка                                                        |
| "Мања" Јуришина хумка      | Стари Жабаљ                 | Лоше            | BAC811 | Два кургана су у ствари двојна хумка – земља се извлачила на једну и на другу страну |
| Хумка "Стари Жабаљ"        | Стари Жабаљ                 | Добро           | BAC805 |                                                                                      |
| "Гледисова" хумка          | Стари Жабаљ                 | Добро           | BAC    | Налази се на слатини Жабаљског рита                                                  |
| Ранкова хумка              | Жабаљ                       | Непознато       | BAC813 |                                                                                      |
| Хумка Жабаљ                | Жабаљ                       | Лоше            | BAC815 |                                                                                      |
| Чичовка хумка              | Жабаљ                       | Непознато       | BAC817 |                                                                                      |
| Девојачка хумка            | Жабаљ                       | Непознато       | BAC822 |                                                                                      |
| Близаница хумка Госпођинци | Госпођинци                  | Уништена?       | BAC833 |                                                                                      |
| Хумка на потезу Тршћара    | Жабаљ                       | Непознато       | BAC838 |                                                                                      |
| Пустаићева хумка           | Жабаљ                       | Непознато       | BAC804 |                                                                                      |
| Циганска хумка             | Ђурђево                     | Лоше            | BAC793 | Једина преостала од мноштва хумки на "Циганској коси"                                |
| Шанац хумка                | Ковиљ                       | Лоше            | BAC748 |                                                                                      |
| Расечена хумка             | Тител                       | Непознато       | BAC745 | Двојна хумка                                                                         |
| Дрваричка хумка            | Тител                       | Уништена?       | BAC733 |                                                                                      |
| Рутавица хумка             | Тител                       | Уништена?       | BAC743 |                                                                                      |
| Велика хумка Ковиљ         | Ковиљ                       | Лоше            | BAC732 |                                                                                      |
| Хумка Шарена Греда         | Тител                       | Уништена?       | BAC724 |                                                                                      |
| Хумка Караула Греда        | Тител                       | Непознато       | BAC721 |                                                                                      |

## Галерија
| - Тзв. "мања" Јуришина хумка издалека - "Стари Жабаљ" - Прелепа хумка у атару Стари Жабаљ - Изглед остатака Жабаљског рита - "Стари Жабаљ" са Јуришине - Уломак повеће глинене посуде (урне?) на врху кургана - Велика и мала Јуришина - Јуришина хумка - Јуришина изблиза |

## Извори и белешке
1. ↑  Станко Трифуновић (2003): Археолошка ископавања налазишта “стуб 76” код Хоргоша, Археолошки преглед Српског археолошког друштва бр. 1, п. 43
2. ↑  Ђорђе Јанковић (1997): Словенске особине насеља позноримског доба на југоистоку Паноније [Пројекат растко]